# 霍夫曼山 (沙克爾頓海岸)
77°55′S 164°13′E / 77.917°S 164.217°E
霍夫曼山（英語：Hofman Hill），是南極洲的山峰，位於沙克爾頓海岸，處於漢密爾頓冰川和海爾曼冰川終點之間，海拔高度2,000米，美國地質調查局根據測量和美國海軍拍攝的空中照片繪入地圖，現時由南極條約體系管理。